# Princesa Tashiraka De Japon
Nihon Kara Tashiraka (en español) Princesa Tashiraka De Japón (489), la Emperatriz consorte de Japón hermana del emperador de Japón Buretsu Tenno y según los historiadores último miembro de la primera familia real japonesa.

## Biografía
Tras la muerte de su hermano, y como este no tuvo descendencia por línea de sucesión, le correspondía el trono japonés. Sin embargo por la ley sálica de Japón ella no podía reinar. Así se casó con un primo lejano suyo Keitai Tennō el cual era tatara tatara tatara nieto del emperador Ōjin Tennō tatara tatara tatarabuelo suyo, porque ambos eran primos quintos.
Al no haber más elegidos para ostentar el trono japonés se escogió a su ya mencionado esposo, único hombre descendiente de un emperador en una línea totalmente masculina ya que todos los demás herederos eran descendientes de una línea femenina o había alguna mujer en su genealogía directa a su ancestro emperador. Aunque se duda de su genealogía ya que por 5 generaciones sus ancestros en línea totalmente masculina pasaron desapercibidos y por esta misma razón los historiadores dicen que aquí murió la primera familia Imperial japonesa. Inconscientemente al planificar su matrimonio estaban salvando La Dinastía Imperial Japonesa por línea de sangre.

## La Genealogía De Keitai y La Salvacion De La Familia Imperial
Los historiadores afirman que con la muerte de Buretsu Tenno murió la primera familia real japonesa en cuestión de línea masculina, aunque Tashiraka pasó la sangre a los descendientes del siguiente emperador, sucesor de Buretsu Tenno, que era su esposo Kentai Tenno.
Hoy en día más de 1600 años de su fallecimiento es recordada por salvar la dinastía Imperial japonesa el que su esposo haya sido descendiente o no del emperador no es tan importante pero sí el hecho de que ella trasmitiera la sangre real a sus descendientes.
| Predecesor: Kasuga no Ōiratsume no Kōgō | Emperatriz consorte de Japón 507--531 | Sucesor: Kasuga no Yamada no Himemiko |

- Datos: Q11075749